# Cmentarz żydowski w Tyrawie Wołoskiej
Cmentarz żydowski w Tyrawie Wołoskiej – kirkut społeczności żydowskiej niegdyś zamieszkującej Tyrawę Wołoską. Nie wiadomo dokładnie kiedy powstał. Ma powierzchnię 0,37 ha. Został zniszczony podczas II wojny światowej. Zachowały się kilka całych i wiele fragmentów zniszczonych macew.